# Coccoloba diversifolia
Coccoloba diversifolia är en slideväxtart som beskrevs av Nikolaus Joseph von Jacquin. Coccoloba diversifolia ingår i släktet Coccoloba och familjen slideväxter. Inga underarter finns listade i Catalogue of Life.